# St Peter's Kirk (Duffus)

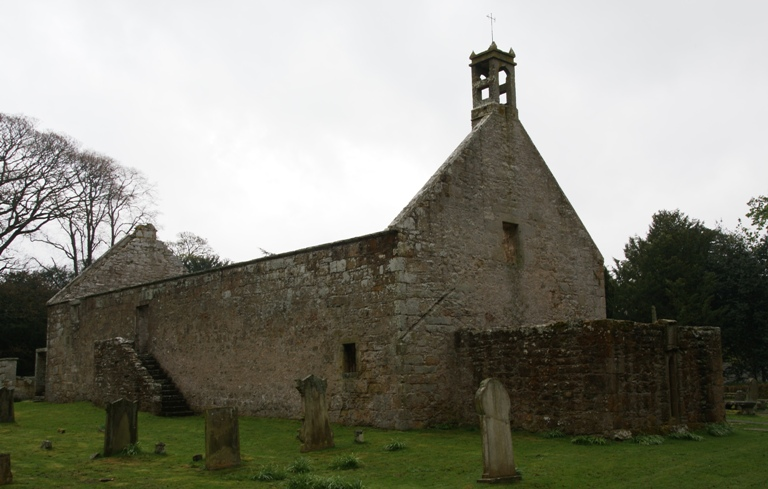
St Peter's Kirk in Duffus, gezien vanuit het noordwesten. Aan de westzijde (rechts) de 16e-eeuwse toren die dienstdoet als mausoleum voor de familie Sutherland.

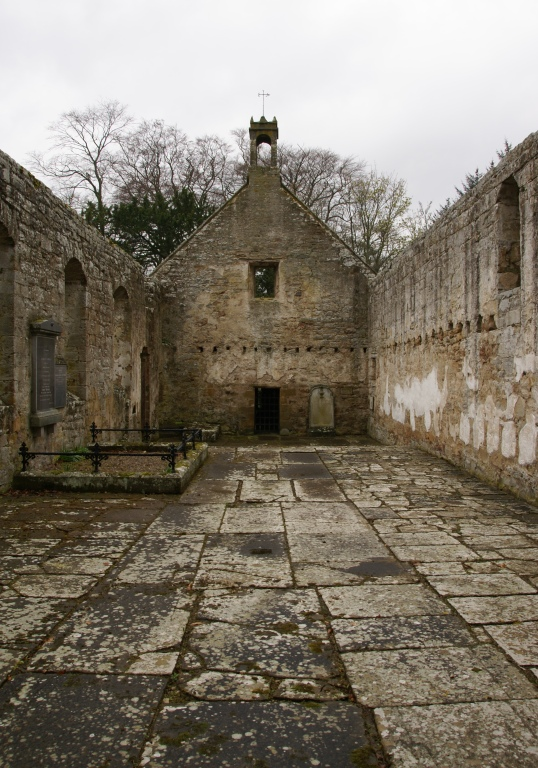
Interieur, gezien vanuit het oosten.

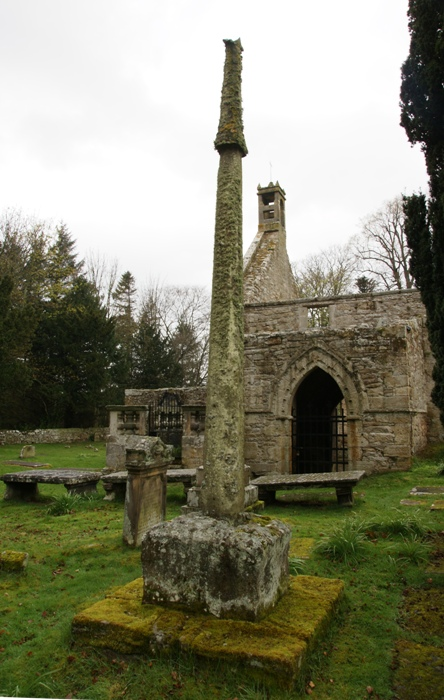
Het 14e-eeuwse marktkruis (vooraan) met op de achtergrond de ingang van het 16e-eeuwse portaal (rechtsachter) en de typische tafeltombes (links en midden).

De St Peter's Kirk is een ruïne van een achttiende-eeuwse parochiekerk met resten van een veertiende-eeuwse toren en een zestiende-eeuws portaal, gelegen 0,8 kilometer ten oosten van Duffus in de Schotse regio Moray.

## Geschiedenis
De St Peter's Kirk van Duffus bestaat al sinds 1226. De kerk werd gebouwd door Freskinus Moravia, waar de families Sutherland en Murray van afstammen. De kerk diende in eerste instantie als kapel voor het nabijgelegen Duffus Castle. Later deed de kerk dienst als parochiekerk van Duffus. De kerk was gewijd aan de Heilige Petrus, maar had tevens een kapel gewijd aan Sint Laurentius en een altaar gewijd aan Sint Catharina.
Het patronaat van de kerk werd in 1294 aan de bisschop van Moray gegeven door Christina de Moravia. De kerk leverde daarmee vanaf dat moment zijn inkomsten af aan Elgin Cathedral.
In 1297 was Reginald de Chene de eigenaar van Duffus Castle met omringende landen en van St Peter's Kirk. Hij had dit verkregen door in 1286 te huwen met de erfgename van de familie Sutherland. Reginald steunde de Comyns tijdens de Schotse onafhankelijkheidsoorlogen. De tegenstanders van Comyn, de volgelingen van Robert the Bruce verbrandden het houten kasteel en de kerk. Reginald zocht in 1305 toestemming van koning Eduard I van Engeland om tweehonderd eiken om te hakken om het kasteel en de kerk te herbouwen. Waarschijnlijk werd toen het kasteel in steen herbouwd.
Rond 1650 gebruikte het leger van Oliver Cromwell de kerk als barak en stal.
Tijdens de reformatie (vanaf 1560) werd St Peter's Kirk gebruikt voor protestante diensten, zowel presbyteriaans als episcopaal. In 1688 werd de kerk definitief presbyteriaans, hoewel de congregatie daar tegen was. De laatste episcopale dominee was Alexander Southerland, die in 1695 stierf. Pas in 1701 werd Alexander Anderson als nieuwe, presbyteriaanse dominee aangesteld.
In 1868 werd in Duffus een nieuwe kerk gebouwd en werd deze kerk verlaten.

## Bouw

### St Peter's Kirk
De St Peter's Kirk is een simpel, rechthoekig gebouw, oost-west georiënteerd. De muren stammen uit de achttiende eeuw. Aan de noord- en oostzijde van de kerk bevindt zich een stenen trap aan de buitenzijde, die toegang heeft gegeven tot een houten galerij in de kerk. Een kleine klokkentoren maakt onderdeel uit van de westelijke gevel.
Aan de westzijde van de kerk bevindt zich de onderste verdieping van een veertiende-eeuwse toren; deze werd in de zeventiende eeuw ingericht als mausoleum voor de familie Sutherland van Duffus. Eén van de graven dateert uit 1626.
De kerk heeft aan de zuidzijde een gotisch voorportaal met gewelfd plafond, dat stamt uit 1524. Dit portaal werd gebouwd door rector Alexander Sutherland, wiens wapen erop te zien is.

### St Peter's Cross
Rond de kerk ligt een begraafplaats. Veel grafmonumenten zijn in de vorm van een tafeltombe. Ten zuiden van de kerk staat op de begraafplaats het St Peter's Cross, het veertiende-eeuwse marktkruis van Duffus. Enkel de kolom is overgebleven. De kruisarmen zijn verdwenen. In de middeleeuwen werden markten vaak georganiseerd naast de kerk.
Op de begraafplaats bevindt zich een wachthuis uit 1830; de wachter diende de begraafplaats te beschermen tegen grafrovers.

## Beheer
De St Peter's Kirk wordt beheerd door Historic Scotland.